# Pisídia

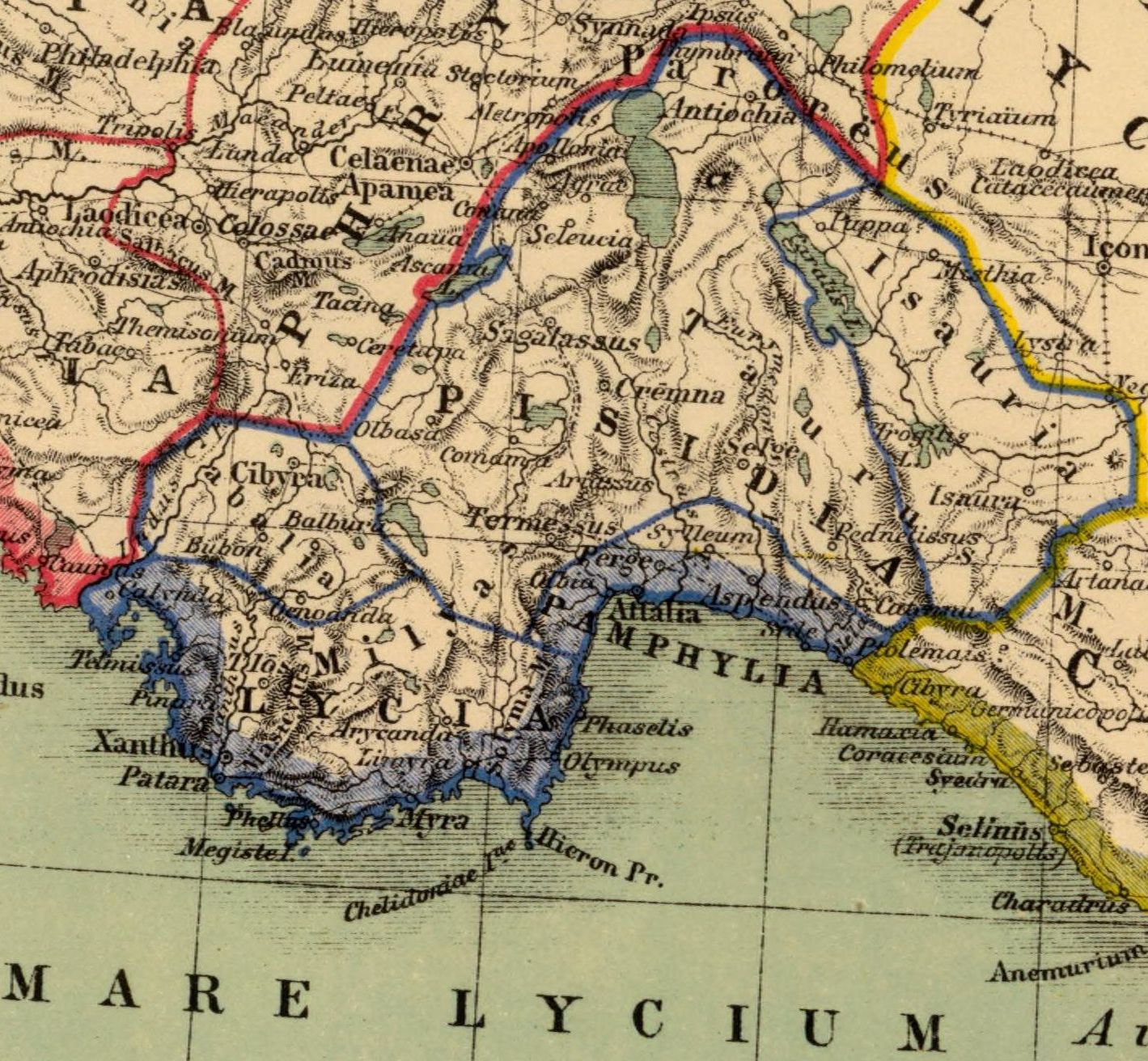
Pisídia num mapa de 1903

Pisídia era uma região da antiga Ásia Menor (Anatólia) que se localizava ao norte da Lícia e fazia fronteira com a Cária, Lícia, Frígia e Panfília, correspondendo, a grosso modo, com a província moderna de Antália na Turquia. A região, notoriamente difícil de controlar, passou pelo controle dos persas aquemênidas, dos gregos do Império Selêucida, foi uma província romana e parte do Tema Anatólico no período bizantino até ser perdida definitivamente para o Sultanato de Rum no século XII, quando o nome caiu em desuso e desapareceu do registro histórico.

## Geografia
Embora próxima do Mar Mediterrâneo no mapa, o clima quente do sul não consegue passar pelo terreno elevado dos Montes Tauro e, por isso, não há áreas florestais e relativamente pouca madeira na Pisídia. Em compensação, a agricultura é beneficiada nas regiões irrigadas pela água que corre das montanhas, cuja pluviosidade média anual é de cerca de 1 000 mm nos picos e de 500 mm nas encostas. As cidades da Pisídia, a maioria localizada nas encostas, se beneficiaram muito desta fertilidade, principalmente para o cultivo de frutas e pastagens para criação de animais.
Entre as principais cidades da região estavam Termesso, Selge, Cremna, Sagalasso, Etena, Antioquia, Neápolis, Tiríaco, Laodiceia Combusta e Filomélio.

## História

### Período pré-Romano
A região da Pisídia tem sido habitada desde o período paleolítico, com algumas povoações conhecidas a partir do terceiro milênio a.C. Os ancestrais dos pisídios provavelmente já habitavam a região no século XIV a.C., quando registros hititas fazem referência a uma povoação nas montanhas chamada de Salavassa, que foi posteriormente identificada como sendo Sagalasso. A língua pisídia é pouco conhecida, mas presume-se que ela seja parte do ramo anatólico das línguas indo-europeias.
Já desde a época hitita, a Pisídia abrigava comunidades independentes do controle central. Conhecida por suas facções guerreiras, a região permaneceu independente do Reino da Lídia e até mesmo do Império Aquemênida, que conquistou a Anatólia no século VI a.C. e dividiu a região em satrapias para conseguir controlá-la melhor. As constantes revoltas e um permanente estado de tumulto tornavam o governo na região bastante instável.

### Período helenístico

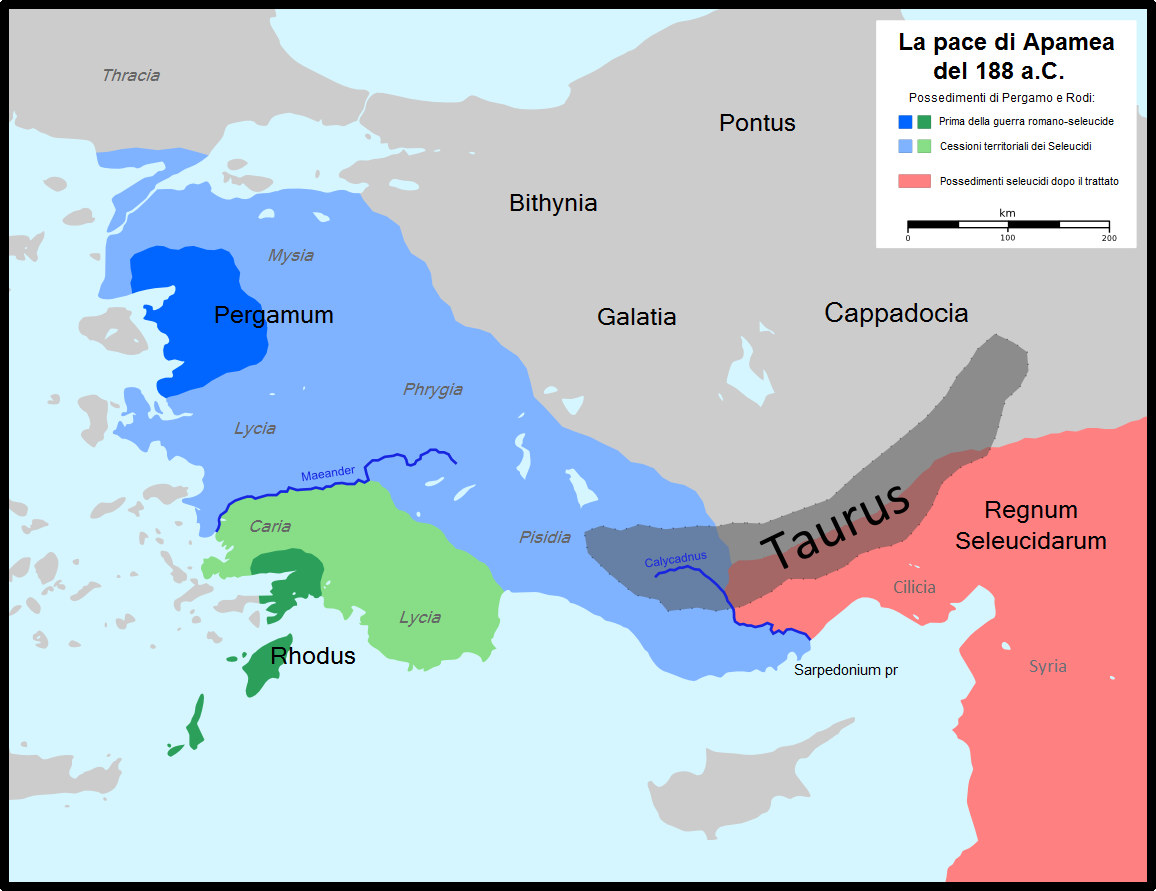
Mapa mostrando as concessões feitas pelo Império Selêucida depois da Guerra romano-síria em (cores claras). A Pisídia estava entre as regiões cedidas ao Império Romano, que cedeu-a depois ao Reino de Pérgamo

Alexandre, o Grande, teve um pouco mais de sorte, conquistando Sagalasso em seu caminho para a Pérsia, embora a cidade de Termesso tenha conseguido resistir. Depois da morte de Alexandre, a região tornou-se parte dos territórios de Antígono Monoftalmo e, possivelmente, de Lisímaco da Trácia. Em seguida, Seleuco I Nicátor, fundador da dinastia Selêucida, se apoderou da região. Sob o controle do Império Selêucida, colônias gregas foram fundadas em lugares estrategicamente importantes e a população local foi helenizada. Mesmo assim, os reis helênicos jamais conseguiram controlar completamente a região, em parte por que a Anatólia estava em constante disputa entre os selêucidas, os atálidas do Reino de Pérgamo e o Reino da Galácia, além de sofrer invasões dos celtas vindos da Europa. As cidades da Pisídia estão entre as últimas da Anatólia Ocidental a adotarem completamente a cultura grega e a cunhar suas próprias moedas.
A Pisídia passou oficialmente dos selêucidas para os atálidas como resultado do Tratado de Apameia que Antíoco III foi forçado a assinar depois de perder a Guerra romano-síria em 190 a.C. Depois que Átalo III, o último rei de Pérgamo, morreu sem filhos e deixou seu reino para os romanos em 133 a.C., a recém-criada província da Ásia foi criada em seu território ao passo que a Pisídia foi dada ao Reino da Capadócia, que se mostrou incapaz de controlá-la. Os pisídios tentaram a sorte juntando-se aos piratas da Cilícia e da Panfília até o jugo romano ser finalmente restaurado em 102 a.C..
Em 39 a.C., Marco Antônio encarregou a Pisídia ao rei cliente da Galácia, Amintas, e deu-lhe a missão de cuidar dos homonadesianos, foras-da-lei dos Montes Tauro que assolavam as estradas que ligavam a Pisídia à Panfília, no litoral. Depois que Amintas foi morto nesta disputa, Roma incorporou a Pisídia completamente, fundindo-a na recém-criada província da Galácia. Os homonadesianos foram aniquilados somente em 3 a.C..

### Período romano e bizantino
Em 74 d.C., a parte sul da Pisídia foi fundida com a nova província da  Lícia e Panfília enquanto que a região norte permaneceu com a Galácia. Durante este período, a Pisídia foi colonizada por veteranos das legiões romanas com duplo objetivo de recompensá-los pelo serviço e de controlar os pisídios. Para os colonos, porém, que vinham das regiões mais pobres da Itália, a agricultura deve ter sido a principal atração da região. Sob Augusto, oito colônias foram fundadas na Pisídia e Antioquia e Sagalasso tornaram-se as principais cidades da região. A província foi gradualmente latinizada, com o latim permanecendo como a língua formal ali até pelo menos o final do século III.
A Pisídia foi uma região importante nos primeiros anos do cristianismo. Paulo de Tarso visitou Antioquia em todas as suas viagens missionárias, ajudando a torná-la o centro da nova religião na Anatólia. Depois que o imperador Constantino legalizou o cristianismo em 311, ela teve um importante papel como sé metropolitana. Foi a capital da província da Pisídia, fundada no século IV durante a as reformas de Diocleciano e Constantino, uma subdivisão da Diocese da Ásia, que era subordinada à Prefeitura pretoriana do Oriente. Por causa das guerras civis e das invasões estrangeiras na época, a maior parte das cidades da Pisídia foi fortificada neste período.
A região foi devastada por um grande terremoto em 518, pela Praga de Justiniano por volta de 541-543, outro terremoto e o início dos raides árabes no século VII. Depois que conquista muçulmana da Síria desorganizou completamente as rotas comerciais, a área perdeu muito a importância. No século seguinte, os raides se intensificaram e no século XI, os turcos seljúcidas finalmente capturaram a região e fundaram o Sultanato de Rum na Anatólia Central. A Pisídia trocou de mãos muitas vezes na disputa entre os seljúcidas e os bizantinos até 1176, quando o grande sultão Quilije Arslã II derrotou Manuel I Comneno na Batalha de Miriocéfalo ("mil cabeças"), encerrando para sempre o domínio romano na região.

## Sés episcopais
As sés episcopais da província que aparecem no Anuário Pontifício como sés titulares são:
- Adada (Carabaulo)
- Antioquia na Pisídia
- Apameia Cíboto
- Atênia (Kirili)
- Baris na Pisídia (Isparta)
- Binda (Kılıç, Anamur)
- Conana (Gönen)
- Adrianópolis na Pisídia (Şarkikaraağaç)